# Yonkyo
 (juillet 2023).
Si vous disposez d'ouvrages ou d'articles de référence ou si vous connaissez des sites web de qualité traitant du thème abordé ici, merci de compléter l'article en donnant les références utiles à sa vérifiabilité et en les liant à la section « Notes et références ».
Yonkyo est une technique d’aïkido qui fait partie des cinq principes de base de la discipline.
Basiquement, elle repose sur le contrôle du poignet de l'Uke, couplé à une pression forte avec le pouce sur son nerf radial.
Geste technique, il est redoutable pour Uke et nécessite une attention de la part de Tori.